# Васильчиковы
Васильчиковы — древний русский дворянский, графский и княжеский род.
Род записан в VI-ю часть дворянских родословных книг Московской, Псковской, Костромской и Смоленской губерний.
Князья Васильчиковых занесены в V-ю часть дворянских родословных книг Московской и Петербургской губерний.

## Происхождение и история рода
Род ведёт своё начало от Индриса, в крещении Леонтия, выехавшего в Чернигов (1353) с двумя сыновьями: Константином и Фёдором из Цезарии — и пожалованного боярством. Константин Леонтьевич имел внука Андрея Харитоновича, которого великий князь Василий Васильевич, по приезде из Чернигова на службу в Москву в почтенном возрасте прозвал Толстым — родоначальник Толстых. У него был сын Фёдор Карпович Меньшой — родоначальник Фединых (Федионых), правнук Василий Юрьевич по прозванию Дурной — родоначальник Дурновых и праправнук Василий Фёдорович по прозванию Васильчик — родоначальник Васильчиковых.
Родоначальник, Василий Фёдорович, имел трёх сыновей, из которых от двоих — коломенского вотчинника Ивана Васильчикова (уп. 1518) и Фёдора Васильчикова (уп. 1500) — происходят старшая и младшая ветви рода.
В XVI столетии Васильчиковы владели поместьями в Новгородской области, Каширском, Орловском и Московском уездах. Илья и Григорий Андреевичи, Шестак Фёдорович, зачислены в состав московского дворянства (1550).
Праправнук Василия — Григорий Борисович, боярин, участвовал в разграничении русских и шведских владений (1592), выполнял ряд дипломатических поручений (в том числе в Персии при Аббасе I Великом). Вероятно, его дочерью была Анна Васильчикова († 1626), невенчанная жена царя Ивана IV Грозного (с 1575), постриженная в монахини под именем Дарьи в Суздальском Покровском монастыре (1577).
Опричниками Ивана Грозного числились: Иван Алексеевич, Григорий и Назарий Борисовичи, Григорий и Илья Андреевичи Васильчиковы (1573). Тимофей Никитич — стряпчий с платьем  (1618).
Двое представителей рода владели населёнными имениями (1699).

## Графы Васильчиковы
Председатель Государственного совета и комитета министров, генерал-адъютант, генерал от кавалерии Илларион Васильевич Васильчиков происходящий из древнего дворянского рода Васильчиковых, именным указом императора Николая I Павловича Высочайшими указами (от 06 декабря 1831) пожалован в графское достоинство Российской империи.

## Князья Васильчиковы
Граф Илларион Васильевич Васильчиков в ознаменование совершенной признательности императора Николая I Павловича, к его знаменитым подвигам, в продолжение блистательной воинской службы и к важным заслугам его на гражданском поприще, возведён с нисходящим от него потомством в княжеское Российской империи достоинство (01 января 1839), на которое (06 сентября 1840) пожалована ему грамота.

## Известные представители

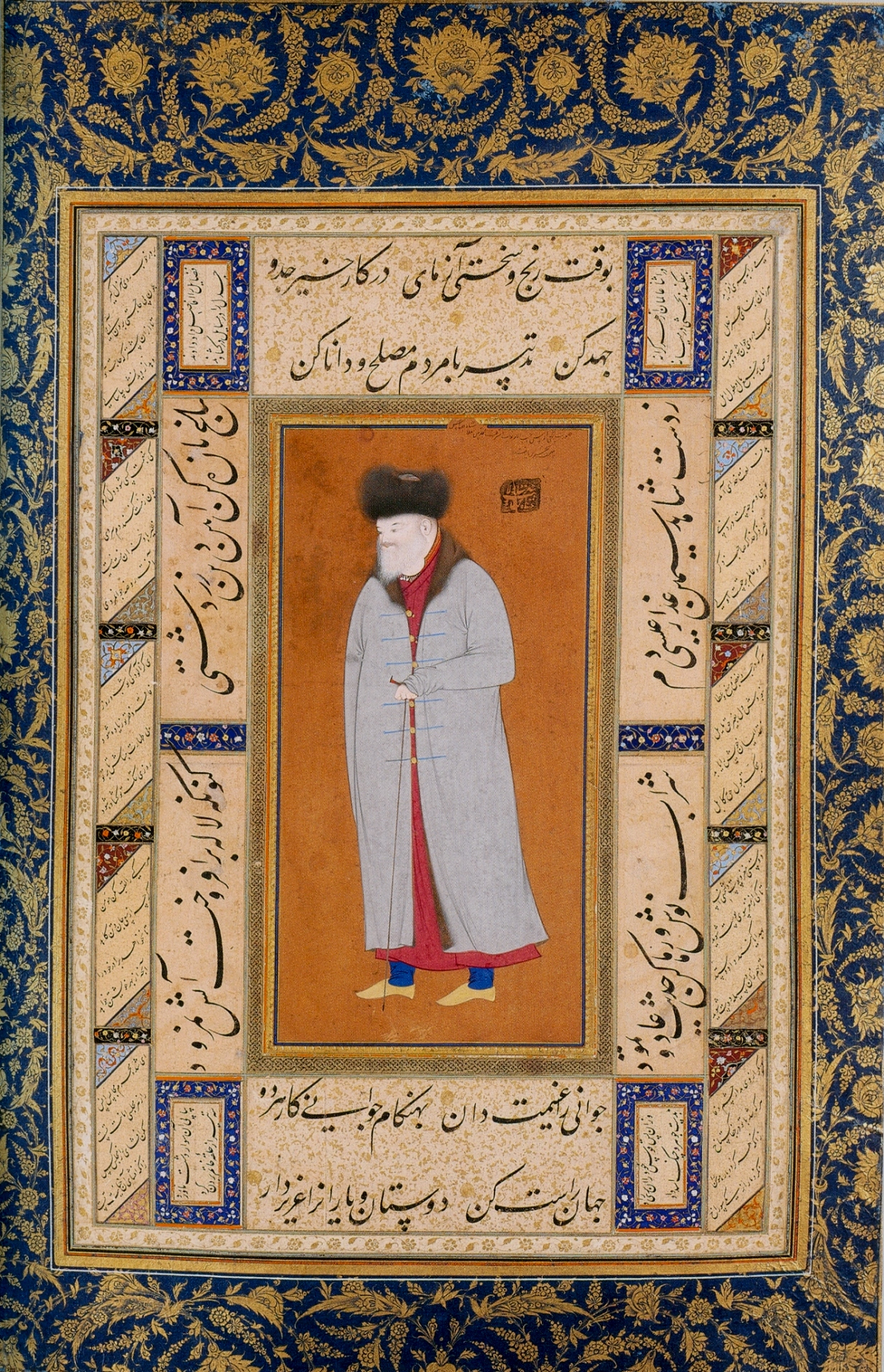
Мухаммади. Портрет боярина Григория Васильчикова из музея дворца Топкапы.

Прародитель Васильчиковых нового времени, Григорий Семёнович, стольник царицы Натальи Кирилловны, воевода в Костроме (1703), судья в Ярославле, построил каменный дом на 12-й линии Васильевского острова (1723). От его сыновей — Семёна, Николая и Алексея — происходят три ветви рода:
- Родоначальник старшей ветви, Семён Григорьевич служил в Военной коллегии (1737).
  - Его сын Александр Семёнович (1746-1813), фаворит императрицы Екатерины II (1772-1774), умер бездетным, оставив огромное состояние.
  - Брат его Василий Семёнович (1743-1808) женат на дочери гетмана Анне Кирилловне Разумовской и имел 4 сыновей, из которых наиболее известен
    - Алексей Васильевич (1772-1854), действительный тайный советник, сенатор, сыном которого был
      - Александр Алексеевич (1832-1890), действительный тайный советник, директор Эрмитажа, председатель Императорской Археологической комиссии, владелец усадьбы Коралово.

  - Ещё один брат фаворита Екатерины, Иван Семёнович, имел внука:
    -       - Николай Александрович, корнет лейб-гвардии Кавалергардского полка, декабрист.
- Наименее заметной из всех была средняя ветвь, происходящая от Николая Григорьевича. Его внуку Николаю Ивановичу (1792—1855) принадлежала в Серпуховском уезде усадьба Лопасня.
- От Алексея Григорьевича († 1762) идёт младшая ветвь рода, которой принадлежало в современной Новгородской области имение Выбити. 
  - Эту линию представляют его сын Григорий Алексеевич (1752-1838), генерал-лейтенант, и внуки — четыре знаменитых брата Васильчиковых:
    - Дмитрий Васильевич (1778—1859), генерал от инфантерии, владелец поместья Волышово;
    - Алексей Васильевич (1780-1833), новгородский губернатор, псковский губернский предводитель дворянства;
    - Николай Васильевич (1781—1849), орловский губернатор;
    - Илларион Васильевич, владелец мызы Орлино, генерал от кавалерии, возведённый в княжеское достоинство.
    - Сестра же их Татьяна Васильевна (1783-1841), статс-дама, была женой московского генерал-губернатора князя Д. В. Голицына.

### Князья Васильчиковы
Илларион Васильевич Васильчиков (1776—1847), председатель Комитета министров и Государственного совета. Первой его женой была Вера Петровна Протасова (1780—1814), второй — Татьяна Васильевна Пашкова (1793—1875). От двух браков первый князь Васильчиков оставил потомство, также носившее княжеский титул:
- Илларион Илларионович (1805—1862), генерал-лейтенант, генерал-адъютант, киевский военный губернатор и подольский и волынский генерал-губернатор (1852-1862); в память о нём называется киевский район Васильчики; 
  - Сергей Илларионович, сын предыдущего, участник русско-турецкой войны 1877—1878 гг, руководитель 25-дневного перехода из Кисловодска в Сухум через Клухорский перевал (1886);
    - Сын Сергея Илларионовича Георгий Сергеевич Васильчиков (1890—1915) погиб в Первую мировую войну, георгиевский кавалер.
    - Брат его Илларион Сергеевич Васильчиков (1881—1969), депутат 4-й Государственной Думы от русского населения Ковенской губернии, член фракции октябристов, одновременно ковенский губернский предводитель дворянства. С весны 1919 года — в эмиграции.
      - Его дочери от брака с княжной Лидией Вяземской — Мария Илларионовна (1917—1978) и Татьяна Илларионовна (1915—2006) — известные мемуаристки; из них вторая — жена последнего князя Меттерниха.
- Александр Илларионович (1818-1881), младший брат Иллариона Илларионовича, русский общественный деятель, владелец имения Трубетчино, родоначальник кооперативного движения в России, секундант на последней дуэли М. Ю. Лермонтова.
  - Борис Александрович (1860-1931), сын предыдущего, шталмейстер, псковский губернатор (1900-1903), главноуправляющий землеустройством и земледелием в кабинете П. А. Столыпина (1906-1908).
  - Дочь Александра Илларионовича Ольга Александровна, в замужестве графиня Толстая, после смерти мужа графа М. П. Толстого, героя русско-турецкой войны (1877—1878), была владелицей знаменитого Толстовского дома.
- Виктор Илларионович (1820-1878), младший сын первого князя, русский генерал, один из руководителей Севастопольской обороны в Крымской войне.

Родовая усыпальница князей Васильчиковых в деревне Бор на берегу Шелони разрушена. Часть надгробных плит была перенесена в усадьбу «Лопасня-Зачатьевское» ранее 1917 года при перестройке церкви Николая Чудотворца на Струпинском погосте.

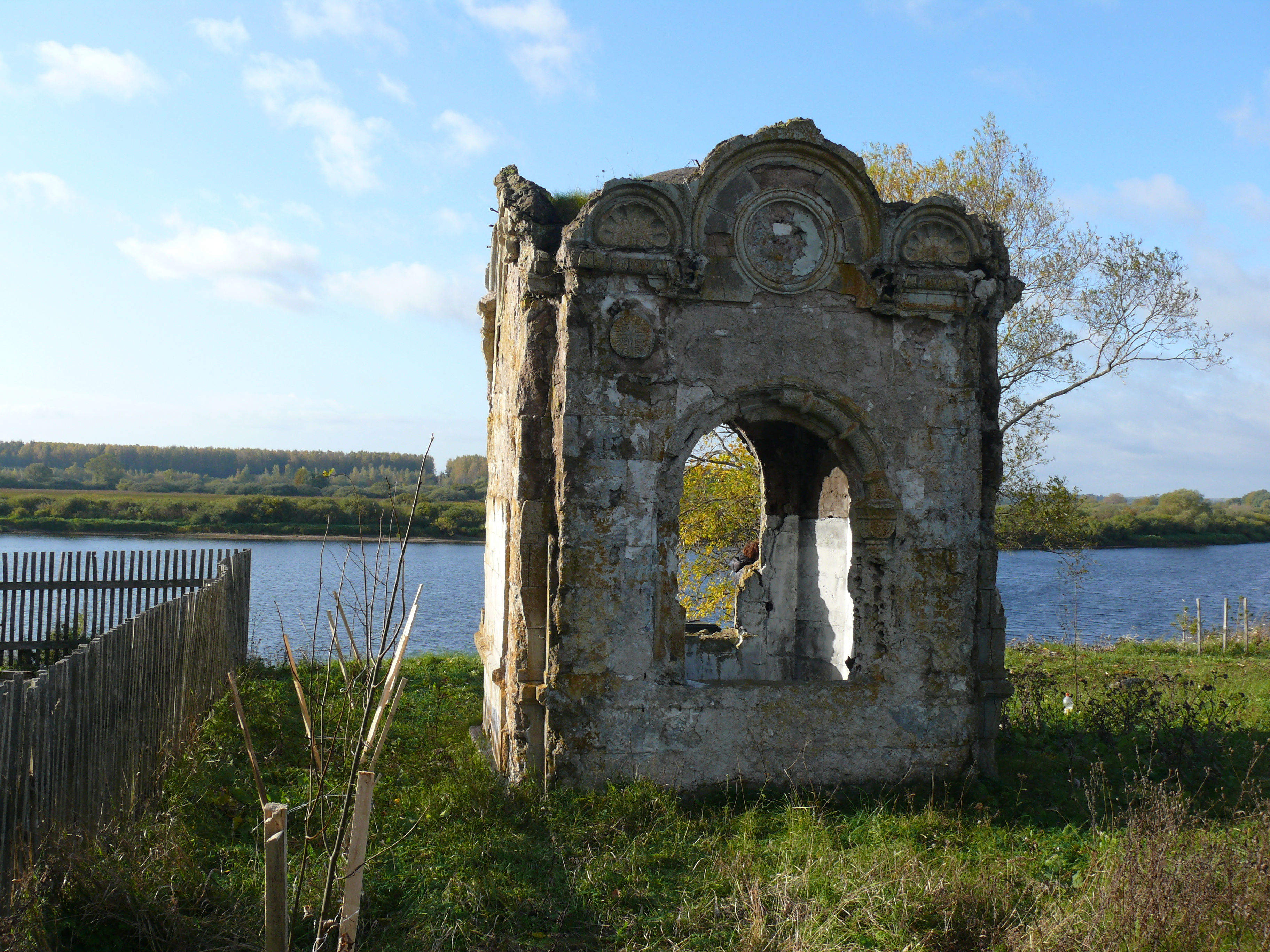
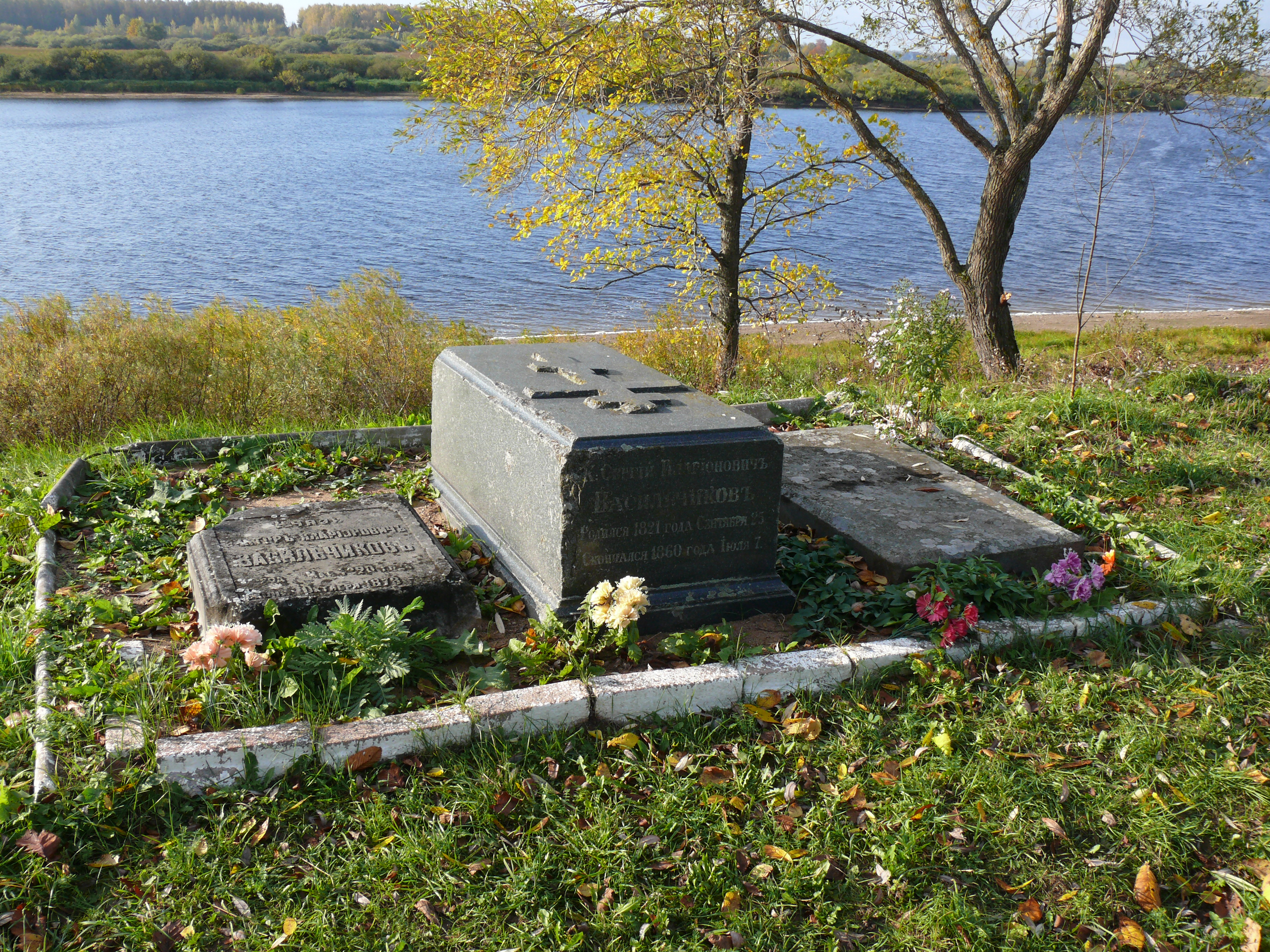
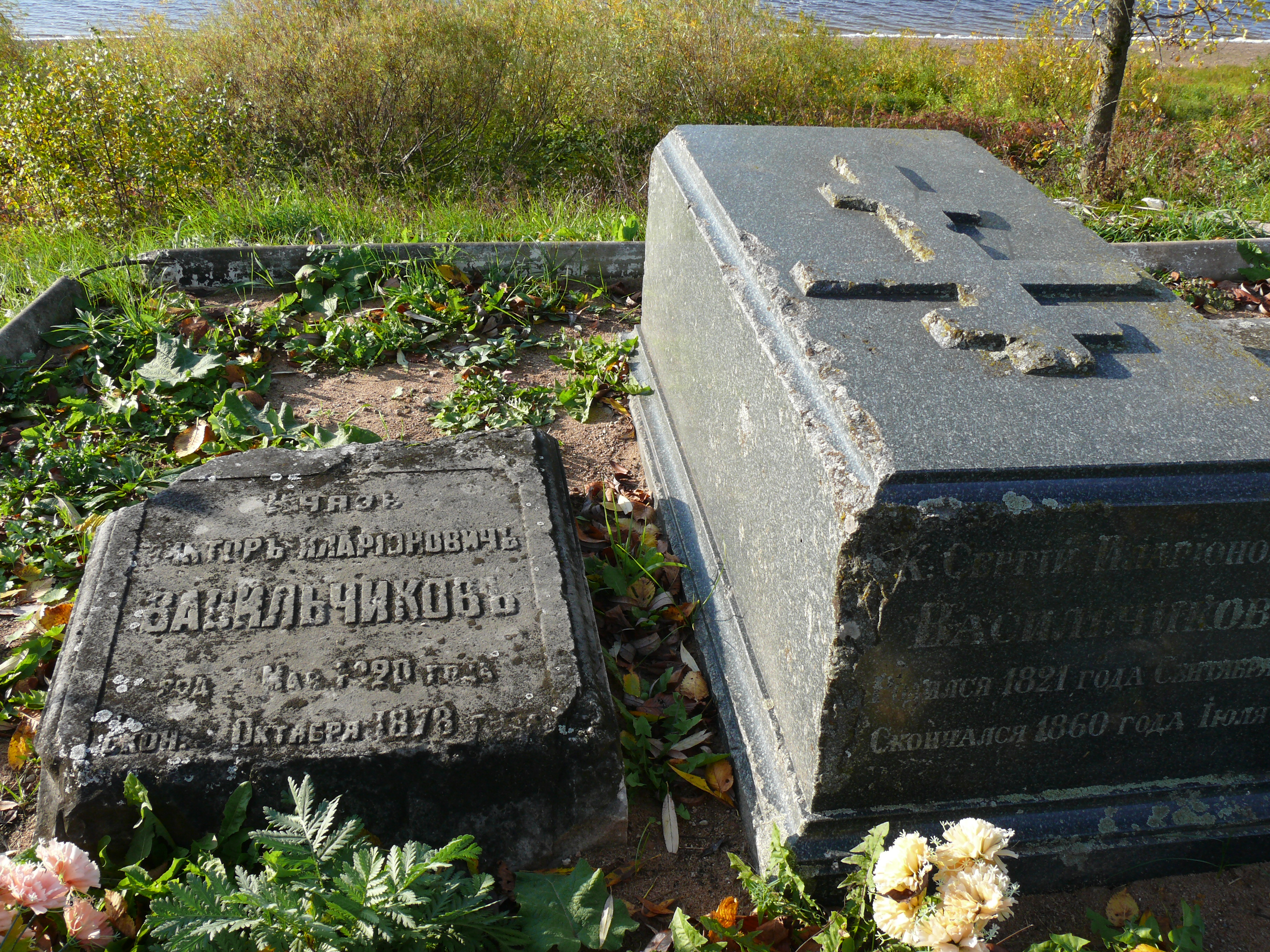

## Геральдика
Герб рода Васильчиковых имеет много общего с гербами родственных им Толстых и Дурново. Он представляет в лазоревом поле горизонтально положенную золотую саблю, продетую в кольцо золотого же ключа вместе с серебряною стрелою, расположенною наискось от правого нижнего угла острием вверх, к левому углу; тогда как к правому углу щита протянуто от кольца ключа серебряное распростёртое крыло.
Герб дворян Васильчиковых: в щите, имеющем голубой поле, изображены: горизонтально золотая сабля и диагонально, серебряная стрела, поднятые остроконечиями крестообразно сквозь кольцо золотого ключа и над ключом с левой стороны видно серебряное распростёртое крыло. Щит увенчан обыкновенным дворянским шлемом с дворянской на нём короной. Намёт на щите голубой, подложенный золотом.
Герб. Часть XI. № 5.
Щит поделён горизонтально на две части. В верхней половине щита, в золотом поле, виден до половины возникающий двуглавый, увенчанный тремя коронами, императорский российский чёрный орел, имеющий в лапах скипетр и державу, с московским гербом на груди. Нижняя половина разделена перпендикулярно на две части, имеющие обе красное поле. В первой части, от правого верхнего к левому нижнему углу, помещена серебряная река, а во второй части — на изломанном серебряном колесе, изображена золотая пушка, дулом влево. Посредине щита вставлен древний герб дворянской фамилии Васильчиковых (см. выше).
Щит княжеского герба увенчан дворянским шлемом с графскою короною, для показания возвышения дворянской ветви фамилии сперва в графское достоинство. Над графскою же короною в нашлемнике изображен возникающий чёрный государственный орел с коронами, скипетром и державою, с московским гербом на груди. С правой стороны орла изображен штандарт Ахтырского гусарского полка, а с левой — красный значок с изображением серебряной лилии с годом 1814 — для напоминания формирования генералом Илларионом Васильевичем Васильчиковым в Версале конно-егерского полка. Намёт чёрный с золотом. Щитодержатели: справа — гусар Ахтырского полка, слева — конный егерь в мундире полка, сформированного им во Франции. Девиз: <<ЖИЗНЬ ЦАРЮ, ЧЕСТЬ НИКОМУ>> золотыми буквами на голубой ленте. Герб покрыт княжеской мантией и княжеской шапкой.
Графский герб был совершенно с теми же эмблемами и отличался от княжеского только тем, что последний покрыт княжескою шапкой и расположен на развернутой русской княжеской мантии.